# Біллігайм-Інгенгайм
Біллігайм-Інгенгайм (нім. Billigheim-Ingenheim) — громада в Німеччині, розташована в землі Рейнланд-Пфальц. Входить до складу району Південний Вайнштрассе. Складова частина об'єднання громад Ландау-Ланд.
Площа — 22,95 км2. Населення становить 3785 ос. (станом на 31 грудня 2020).

## Галерея

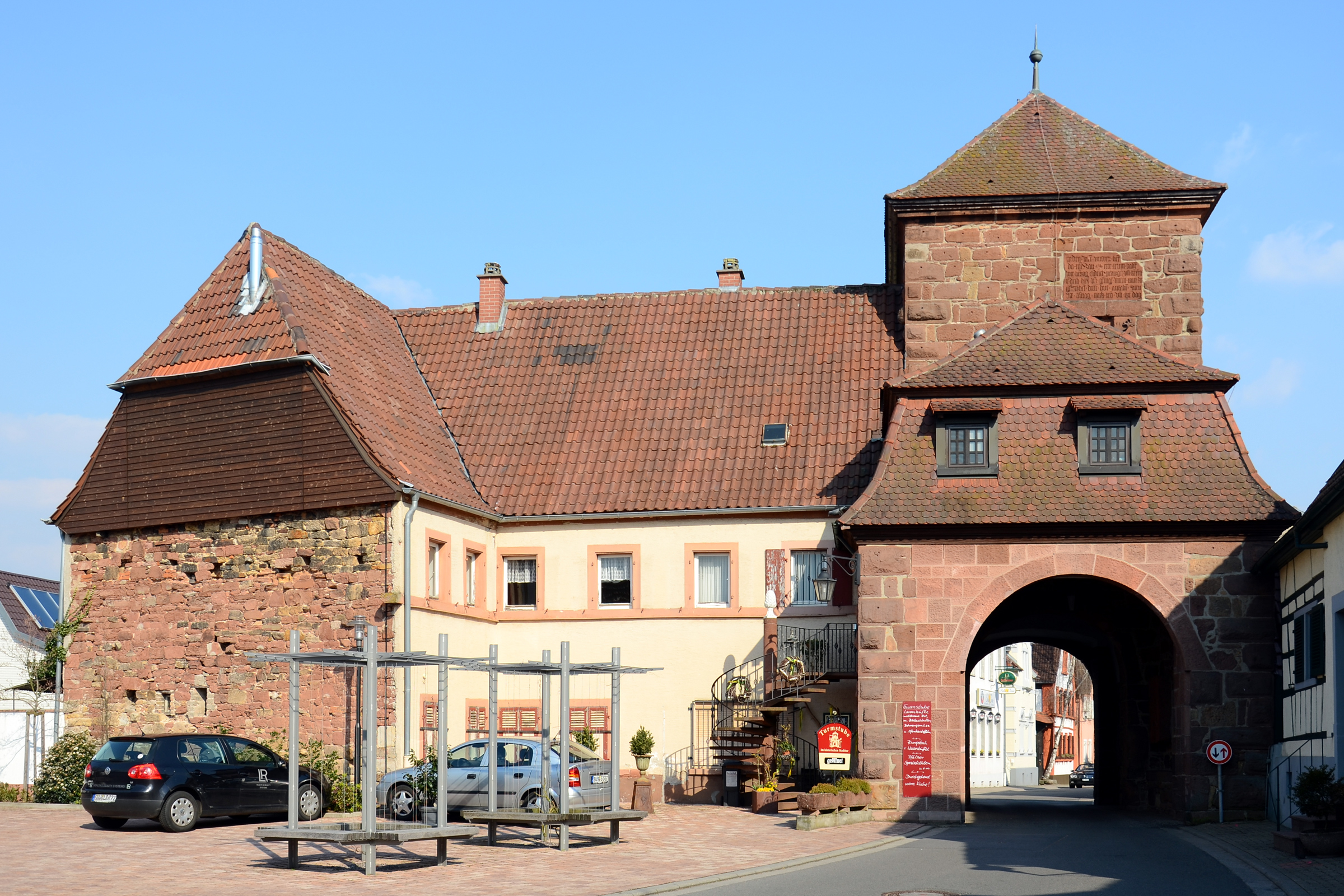
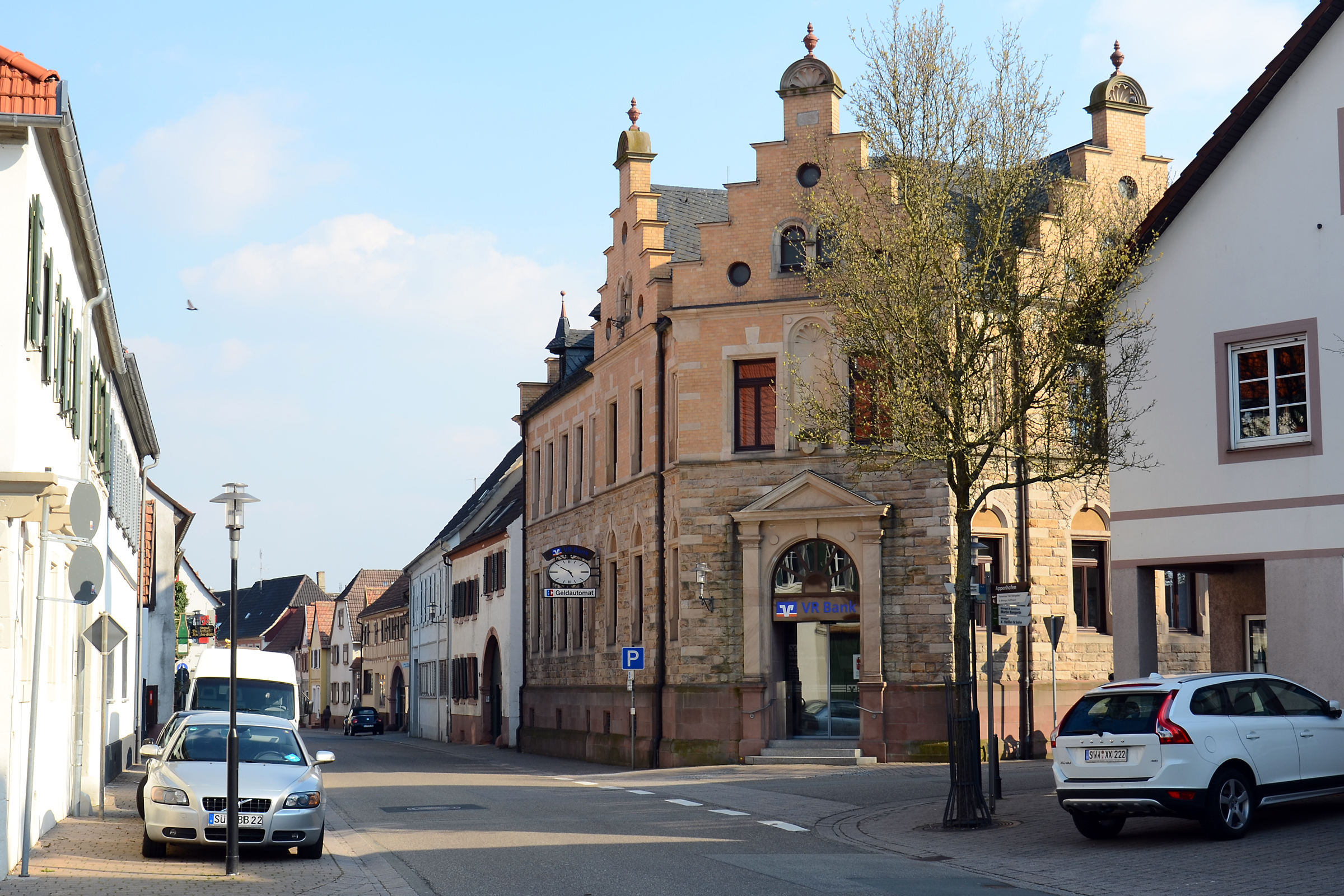